# Ин-Аменас
Ин-Аменас (араб. إن أمناس‎) — город в Алжире, на территории вилайета Иллизи.

## История
16 января 2013 года около 20 исламистов проникли в Ин-Аменас, двигаясь на трёх автомобилях, они атаковали автобус, перевозящий рабочих к газовому месторождению в пригороде Ин-Аменас, разрабатываемому британским концерном BP, норвежским Statoil и алжирской компанией Sonatrach. После чего был захвачен сам объект.

## Географическое положение
Центр города располагается на высоте 556 метров над уровнем моря.

## Демография
Население города по годам:
| 1998 | 2008 | 2013 |
| ---- | ---- | ---- |
| 5286 | 7385 | 9225 |

## Транспорт
В городе есть аэропорт.